# 宇喜多四郎
宇喜多 四郎（うきた しろう）は、戦国時代の武将。宇喜多能家の次男。諱は義家とも。
幼い頃より利発であり、能家も愚鈍な興家より四郎に家督を継がせたいという考えもあったという。
大永3年（1523年）、赤松政村（後の晴政）を擁立した浦上村国と小寺則職は浦上村宗の居城・三石城に攻め入る気配を見せたため、村宗は先手を打って四郎を先陣とする軍勢を播磨国へ派遣し、四郎ら宇喜多勢は村国勢と戦闘になる。浦上村国は宇喜多勢を抗禦しつつ戦線を後退させ、懐深くまで四郎を誘い込むと伏兵によって退路を遮断。四郎は討ち死にを遂げた。
この四郎の死に深く落胆した能家は、この戦の後すぐに薙髪し隠居している。
なお、大永4年（1524年）に書かれた「宇喜多和泉守能家入道常玖画像賛」には四郎の諱は書かれておらず元服前であった可能性も高い。